# Cézium-acetát
A cézium-acetát az ecetsav céziumsója, képlete CH3CO2Cs. Gyakran használják szerves vegyületek szintézisénél, különösen a Perkins-szintézis során, amikor is aromás aldehidek és zsírsavak kondenzációs reakciójában  telítetlen fahéjsavszármazékok keletkeznek.
A cézium-acetát cézium-hidroxid vagy cézium-oxid és ecetsav reakciójával keletkezik.

## Fordítás
- Ez a szócikk részben vagy egészben  a   Caesium acetate című angol Wikipédia-szócikk ezen változatának fordításán alapul.  Az eredeti cikk szerkesztőit annak laptörténete sorolja fel. Ez a jelzés csupán a megfogalmazás eredetét és a szerzői jogokat jelzi, nem szolgál a cikkben szereplő információk forrásmegjelöléseként.